# Ali Ahmad Nasavi
ʿAli ibn Aḥmad al-Nasawi (rođen 1003. godine u Reju, a umro 1075.) bio je persijski matematičar. Pretpostavlja se da je bio rodom iz mesta Nasa u Horasanu. Delovao je na dvoru bujidskog vladara Madžd al-Daule, kao i pod njegovim naslednicima. Napisao je aritmetički traktat na temelju indijske matematike, prvo na persijskom, potom na arapskom jeziku. Naziv tog traktata je al-Mukna fi al-hisab al-hind [Misterija indijske matematike], koje je napisao u četiri zasebna traktata. Nastojao je uvesti u razlomke dekadni brojevni sistem.